# Roule ma poule (film)
Pour plus de détails, voir Fiche technique et Distribution.
Roule ma poule (titre original : Hot-Rod and Reel!) est un court métrage d'animation américain de la série Looney Tunes mettant en scène Bip Bip et Vil Coyote, réalisé par Chuck Jones, sorti en 1959.

## Fiche technique
- Titre : Roule ma poule
- Titre original : Hot-Rod and Reel!
- Réalisation : Chuck Jones
- Scénario : Michael Maltese
- Animateurs : Keith Darling, Richard Thompson, Ben Washam
- Montage : Treg Brown
- Musique : Milt Franklyn
- Son : Treg Brown
- Producteur : John W. Burton
- Sociétés de production : Warner Bros. Cartoons
- Sociétés de distribution : Warner Bros.
- Pays d'origine :  États-Unis
- Langue : Anglais américain
- Format : Couleur (Technicolor) — 35 mm — 1,37:1 — Son : Mono
- Genre : Film d'animation, Comédie
- Durée : 6 minutes
- Dates de sortie :
  -  États-Unis :  9 mai 1959

## Distribution
- Paul Julian :	Road Runner (voix)